# Кононов, Юрий Евгеньевич
Юрий Евгеньевич Кононов (1952—2022) — советский и российский военачальник, генерал-лейтенант (2003). Командующий 31-й ракетной армии (2002—2007). Заслуженный военный специалист Российской Федерации (2004).

## Биография
Родился 2 августа 1952 года в городе Надворной, Ивано-Франковской области Украинской ССР.
С 1970 по 1974 год обучался в Серпуховском высшем военном командно-инженерном училище. С 1974 по 2007 год служил в составе Ракетных войск стратегического назначения СССР — Ракетных войск стратегического назначения Российской Федерации. С 1970 по 1983 год служил на различных командно-инженерных должностях, в том числе — инженер ракетного расчёта, старший инженер, заместитель командира и командир группы ракетного пуска.
С 1983 по 1986 год обучался на командном факультете Военной академии имени Ф. Э. Дзержинского, которую закончил с золотой медалью. С 1983 по 1990 год служил в должностях: заместитель командира ракетного полка по боевому управлению, начальник штаба — заместитель командира и командир ракетного полка. С 1990 по 1993 год — начальник штаба и заместитель командира, а с 1993 по 1997 год — командир 60-й ракетной дивизии, в составе 27-й гвардейской ракетной армии. В частях дивизии под руководством Ю. Е. Кононова состояли стратегические пусковые ракетные установки с жидкостными  межконтинентальными баллистическими ракетами шахтного базирования «УР-100Н УТТХ», «Тополь-М» и БЖРК с твердотопливными трёхступенчатыми межконтинентальными баллистическими ракетами «РТ-23 УТТХ».
С 1997 по 2002 год — начальник штаба — первый заместитель командующего и член Военного совета, а с 2002 по 2007 год — командующий 31-й ракетной армии, в составе пяти соединений армии под руководством Ю. Е. Кононова состояли стратегические ракетные комплексы с межконтинентальными баллистическими ракетами «Р-36М2», «РТ-2ПМ» и БЖРК «РТ-23 УТТХ». В 2003 году Указом Президента Российской Федерации Ю. Е. Кононову было присвоено воинское звание генерал-лейтенант. 
С 2007 года в запасе Вооружённых Сил Российской Федерации. С 2008 года работал в должности заместителя генерального директора ПО «Стрела», с 2013 года являлся сопредседателем Оренбургского регионального штаба Общероссийского народного фронта.
Скончался 20 апреля 2022 года в Оренбурге.

## Награды, звания
- Орден «За военные заслуги»  (1996)
- Медаль «За боевые заслуги» (1984)
- Заслуженный военный специалист Российской Федерации (2004)[1]